# Le témoin doit être assassiné
Pour plus de détails, voir Fiche technique et Distribution.
Le témoin doit être assassiné (titre original : The Big Operator) est un film américain réalisé par Charles F. Haas et sorti en 1959.

## Synopsis
Un syndicaliste tente de faire tomber le leader corrompu de son organisation.

## Fiche technique
- Titre original : The Big Operator
- titre alternatif : Anatomy of the Syndicate
- Réalisation : Charles F. Haas
- Scénario : Allen Rivkin, Robert Smith d'après une histoire de Paul Gallico
- Image : Walter Castle
- Musique : Van Alexander
- Montage : Ben Lewis
- Durée : 91 minutes
- Distributeur : Metro-Goldwyn-Mayer
- dates de sortie :
  - août 1959 :  États-Unis
  - 3 mars 1961 :  France

## Distribution
- Mickey Rooney : Joe Braun
- Steve Cochran : Bill Gibson
- Mamie Van Doren : Mary Gibson
- Mel Tormé : Fred McAfee
- Ray Danton : Oscar Wetzel
- Jim Backus : Cliff Heldon
- Ray Anthony : Slim Clayburn
- Jackie Coogan : Ed Brannell
- Charles Chaplin Jr. : Bill Tragg
- Maila Nurmi : Gina
- Lawrence Dobkin : Phil Cernak

## Box office
Le film a rapporté 330 000 $ aux États-Unis et au Canada et 350 000 $ ailleurs dans le monde